# Liste der Kulturdenkmäler in Dutenhofen
Die folgende Liste enthält die in der Denkmaltopographie ausgewiesenen Kulturdenkmäler auf dem Gebiet des Ortsteils Dutenhofen der  Stadt Wetzlar, Lahn-Dill-Kreis, Hessen.
Hinweis: Die Reihenfolge der Denkmäler in dieser Liste orientiert sich an der Anschrift, alternativ ist sie auch nach der Bezeichnung, der vom Landesamt für Denkmalpflege vergebenen Nummer oder der Bauzeit sortierbar.
Kulturdenkmäler werden fortlaufend im Denkmalverzeichnis des Landes Hessen durch das Landesamt für Denkmalpflege Hessen auf Basis des Hessischen Denkmalschutzgesetzes (HDSchG) geführt. Die Schutzwürdigkeit eines Kulturdenkmals hängt nicht von der Eintragung in das Denkmalverzeichnis des Landes Hessen oder der Veröffentlichung in der Denkmaltopographie ab.

Das Vorhandensein oder Fehlen eines Objekts in dieser Liste ist keine rechtsverbindliche Auskunft darüber, ob es Kulturdenkmal ist oder nicht: Diese Liste entspricht möglicherweise nicht dem aktuellen Stand der offiziellen Denkmaltopographie. Diese ist für Hessen in den entsprechenden Bänden der Denkmaltopographie Bundesrepublik Deutschland und im Internet unter DenkXweb – Kulturdenkmäler in Hessen einsehbar. Auch diese Quellen sind, obwohl sie durch das Landesamt für Denkmalpflege Hessen aktualisiert werden, nicht immer aktuell, da es im Denkmalbestand immer wieder Änderungen gibt.
Eine verbindliche Auskunft erteilt allein das Landesamt für Denkmalpflege Hessen.
Nutze diese Kartenansicht, um Koordinaten in der Liste zu setzen. In dieser Kartenansicht sind Kulturdenkmale ohne Koordinaten mit einem roten bzw. orangen Marker dargestellt und können in der Karte gesetzt werden. Kulturdenkmale ohne Bild sind mit einem blauen bzw. roten Marker gekennzeichnet, Kulturdenkmale mit Bild mit einem grünen bzw. orangen Marker.
| Bild                                         | Bezeichnung                                  | Lage                                                      | Beschreibung | Bauzeit    | Objekt-Nr. |
| -------------------------------------------- | -------------------------------------------- | --------------------------------------------------------- | --- | ---------- | ---------- |
| weitere Bilder                               | Villa Pascoe                                 | Am Hain 7 LageFlur: 20, Flurstück: 84/34                  | |            | 25287 DDB  |
| weitere Bilder                               | Jagdschlösschen                              | An der Bahn 1 LageFlur: 19, Flurstück: 33                 | |            | 25299 DDB  |
| weitere Bilder                               | Gesamtanlage Bahnhofstraße                   | Bahnhofstraße Lage                                        | |            | 25308 DDB  |
|                                              |                                              | Bahnhofstraße 4 LageFlur: 8, Flurstück: 246/10            | |            | 25436 DDB  |
| weitere Bilder                               |                                              | Bahnhofstraße 16 LageFlur: 5, Flurstück: 502 / 4          | |            | 25289 DDB  |
| weitere Bilder                               |                                              | Bahnhofstraße 20 LageFlur: 5, Flurstück: 512/2            | |            | 25290 DDB  |
| weitere Bilder                               |                                              | Bahnhofstraße 22 LageFlur: 5, Flurstück: 513              | |            | 25291 DDB  |
| weitere Bilder                               |                                              | Bahnhofstraße 30 LageFlur: 5, Flurstück: 521/3            | |            | 25292 DDB  |
| weitere Bilder                               |                                              | Bahnhofstraße 45 LageFlur: 6, Flurstück: 68/3             | |            | 25293 DDB  |
|                                              |                                              | Bahnhofstraße 55 LageFlur: 6, Flurstück: 778/20           | |            | 25294 DDB  |
| weitere Bilder                               |                                              | Garbenheimer Straße 1 LageFlur: 6, Flurstück: 67/1        | |            | 25295 DDB  |
|                                              |                                              | Gießener Straße 16 LageFlur: 8, Flurstück: 158/1          | |            | 25296 DDB  |
| weitere Bilder                               |                                              | Grabenstraße 17 LageFlur: 18, Flurstück: 13               | |            | 25297 DDB  |
| weitere Bilder                               |                                              | Grohgasse 2 LageFlur: 8, Flurstück: 155/2                 | |            | 25298 DDB  |
| Gesamtanlage Kirchplatz                      | Gesamtanlage Kirchplatz                      | Kirchplatz Lage                                           | |            | 25309 DDB  |
| weitere Bilder                               | Evangelische Pfarrkirche                     | Kirchplatz 4 LageFlur: 8, Flurstück: 15/1                 | Saalkirche von 1653, im Kern mittelalterlich, spätgotisches, wohl sekundär versetztes Ostportal im ehemaligen Chorturm, 1905/1906 Erweiterung durch Querschiff im Westen mit kleinem Rechteckchor, Treppenturm im Südwesten | 1653, 1906 | 25300 DDB  |
| weitere Bilder                               |                                              | Lindengasse 4 LageFlur: 8, Flurstück: 105                 | |            | 25301 DDB  |
|                                              |                                              | Lindengasse 6 LageFlur: 8, Flurstück: 106/1               | |            | 25302 DDB  |
| Lahnbrücke                                   | Lahnbrücke                                   | ohne Anschrift LageFlur: 1, Flurstück: 27/4               | |            | 30055 DDB  |
| Wasserwerk Dutenhofen, An dem Heiligen Stock | Wasserwerk Dutenhofen, An dem Heiligen Stock | ohne Anschrift LageFlur: 21, Flurstück: 243/125           | |            | 30056 DDB  |
| weitere Bilder                               | Gesamtanlage Wetzlarer Straße                | Wetzlarer Straße Lage                                     | |            | 25310 DDB  |
| weitere Bilder                               |                                              | Wetzlarer Straße 2-4 LageFlur: 7, Flurstück: 156/3; 154/3 | |            | 30057 DDB  |
|                                              |                                              | Wetzlarer Straße 6 LageFlur: 7, Flurstück: 164/1          | |            | 25437 DDB  |
| weitere Bilder                               |                                              | Wetzlarer Straße 12 LageFlur: 7, Flurstück: 165/2         | |            | 25305 DDB  |